# Peter Jambrek
Dr. Peter Jambrek (* 14. ledna 1940 Lublaň) je slovinský právník, politik, publicista a sociolog. Jambrek je spolu s France Bučarem považován za otce současné slovinské ústavy.

## Životopis
Jambrek se narodil v tehdy jugoslávské Lublani. Gymnázium studoval v Mariboru a v Lublani. Následně studoval lublaňskou právnickou fakultu, kde v roce 1962 získal titul magistra. V průběhu studia se aktivně zapojil do studentských organizací a patřil k editorům studentských novin Tribuna. V roce 1966 získal titul magistra sociologie a vstoupil do Svazu komunistů Slovinska. Mezi roky 1968 a 1971 studoval sociologii na Univerzitě v Chicagu, kde v roce 1971 získal doktorát.
Počátkem sedmdesátých let měl Jambrek blízko k reformnímu křídlu slovinských komunistů, reprezentovanému Stane Kavčičem a Ernestem Petričem. Po čistkách, které v letech 1972 až 1973 proběhly napříč svazy komunistů federace i republik, se Jambrek stáhl k akademické práci. Působil na Právnické fakultě a Fakultě sociálních studií Lublaňské univerzity. Zabýval se teorií konfliktu a publikoval sociologickou studii na téma rituál a rebelie. Mezi léty 1973 a 1975 vyučoval na univerzitě v zambijské Lusace. V roce 1975 publikoval srovnávací studii na téma transformace kmenové společnosti v národní stát. V letech 1975 až 1982 publikoval na téma struktury politického rozhodování v Jugoslávii.
V osmdesátých letech začíná Jambrek spolupracovat s disidentskými intelektuály sdruženými kolem literárního časopisu Nova revija. V roce 1987 publikoval na stránkách tohoto literárního časopisu právní studii možnosti slovinského oddělení od Jugoslávie.
V roce 1989 opustil Svaz komunistů a stal se zakládacím členem Slovinského demokratického svazu, jedné z prvních nekomunistických politických stran ustavených v průběhu Slovinského jara (1988–1990). Po vítězství protikomunistické koalice DEMOS v prvních svobodných volbách na jaře 1990 se Jambrek stal členem slovinského Ústavního soudu. V letech 1990 až 1991 byl jedním z hlavních představitelů ústavního výboru připravujícího novou slovinskou ústavu.
V roce 1993 se stal členem Evropského soudu pro lidská práva ve Štrasburku. Od června do listopadu 2000 byl ministrem vnitra v středo-pravé vládě Andreje Bajuka. V roce 2004 se stal spoluzakladatelem a předsedou liberálně-konzervativní platformy Zbor za republiko.
Jambrek je znám svou podporou Slovinské demokratické straně, přičemž není jejím členem.